# Loksa (Kuusalu)
Loksa is een plaats in de Estlandse gemeente Kuusalu, provincie Harjumaa. De plaats heeft de status van dorp (Estisch: küla) en ligt ten oosten van de gelijknamige stad.

## Bevolking
Het dorp had 53 inwoners op 31 december 2011 en 49 inwoners op 31 december 2021.